# Mont Ganos
Le mont Ganos, en turc Işıklar Dağı, est un sommet en Turquie culminant à 924 mètres d'altitude en Thrace.
Il fut l'une des nombreuses montagnes monastiques (parfois désignées par certains byzantinistes comme « saintes montagnes »), dont le mont Athos est l'exemple le plus connu. Il compta à son apogée plus de 190 monastères.
Selon sa Vita, le patriarche de Constantinople Athanase Ier s'y rendit durant ses années d'errance.

## Sources
- A. Rigo, « Il monte Ganos e i suoi monasteri », Orientalia christiana periodica, vol. 61, 1995, pp. 235-248.
- A.-M. Talbot, « Les saintes montagnes à Byzance », M. Kaplan (dir), Le sacré et son inscription à Byzance et en Occident. Études comparées, Paris, 2001, pp. 263-275.